# Hrvoje Vuković
Hrvoje Vuković (Split, 25. srpnja 1979.), hrvatski nogometaš.
Danas igra za Alemmaniu Aachen.
Statistika u Hajduku
| Natjecanje        | Nastupi | Zgoditci |
| ----------------- | ------- | -------- |
| Prvenstvo         | 80      | 3        |
| Kup               | 15      | 0        |
| Superkup          | 1       | 0        |
| Međunarodne       | 9       | 0        |
| Splitski podsavez | 0       | 0        |
| Ukupno            | 105     | 3        |
| Prijateljske      | 53      | 3        |
| Sveukupno         | 158     | 6        |